# 宦懋和
宦懋和，贵州遵義人，清朝政治人物，同進士出身。
同治十三年（1874年）甲戌科進士，三甲一百十四名，以知縣即用，签分山西。